# Canudos
Canudos é um município brasileiro do estado da Bahia. Está a uma altitude de 402 metros e encontra-se inserido no Polígono das Secas e no vale do rio Vaza-Barris. O município possui uma área de 3.565,377 km² e sua população, conforme o censo do IBGE de 2022, era de 16 105 habitantes.

## Etimologia
Segundo Euclides da Cunha, em sua obra Os Sertões (1902), em 1876 o local era uma fazenda às margens do rio Vaza-Barris. Segundo relatos do autor, a população que vivia na fazenda era vista como suspeita e ociosa, e muitas vezes andava armada. Eles também fumavam cachimbos de barro, feitos a partir de canudos-de-pito, encontrados nas margens do rio, que eram bastante longos.

## História
O povoamento da região de Canudos ocorreu nos séculos XVII e XVIII, com a chegada e fixação de vaqueiros ligados à Casa da Torre, no contexto da expansão da pecuária desse latifúndio. Ao mesmo tempo, jesuítas criaram missões no Nordeste Baiano para a proteção e catequese dos indígenas.
Na Fazenda Canudos, pertencente à Casa da Torre, se formou, no século XVIII, um povoado de mesmo nome, o qual, em 1890, era uma aldeia abandonada, constituída de 50 casas.

Em 1784, foi descoberto pelo menino vaqueiro Domingos da Motta Botelho, em uma área entre os atuais municípios de Uauá e Canudos, o Meteorito do Bendegó, o maior já encontrado no Brasil. Desde 1888, esse meteorito se encontra no Museu Nacional. 

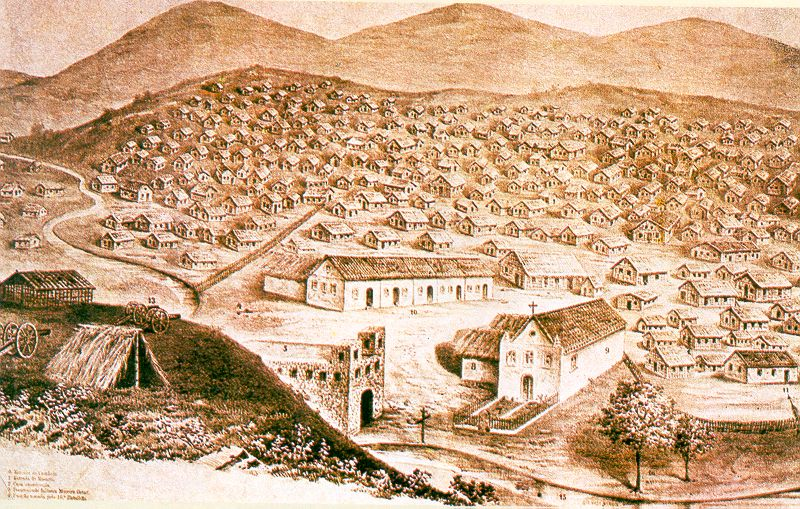
Pintura retratando o Arraial de Belo Monte.

Em 1893, o líder messiânico cearense Antônio Conselheiro e seus seguidores, após longas andanças pelo Semiárido brasileiro, se fixaram na aldeia abandonada de Canudos e refundaram-na, sob o nome de Belo Monte. A povoação atraiu milhares de pessoas, entre sertanejos, escravos recém-libertos e indígenas, sendo considerada uma uma "utopia cristã". Seus habitantes eram autossuficientes, com roças e rebanhos coletivos. Chegou a ter, em seu auge, cerca de 25 mil habitantes. 

Belo Monte começou a ser vista como uma ameaça pelos coronéis da região e pelos governos baiano e o brasileiro. Desse modo, iniciou-se a Guerra de Canudos em outubro de 1896, na qual participaram de um lado os fiéis de Conselheiro e do outro a polícia baiana e o Exército Brasileiro. O estopim dessa guerra foi o boato de que os conselheiristas invadiriam a cidade de Juazeiro para pegar à força uma encomenda de madeira de Conselheiro. As três primeiras investidas militares contra Belo Monte fracassaram. A quarta ocorreu em outubro de 1897, cerca de quinze dias após a morte de Antônio Conselheiro, e culminou na destruição da comunidade e no fim da Guerra.

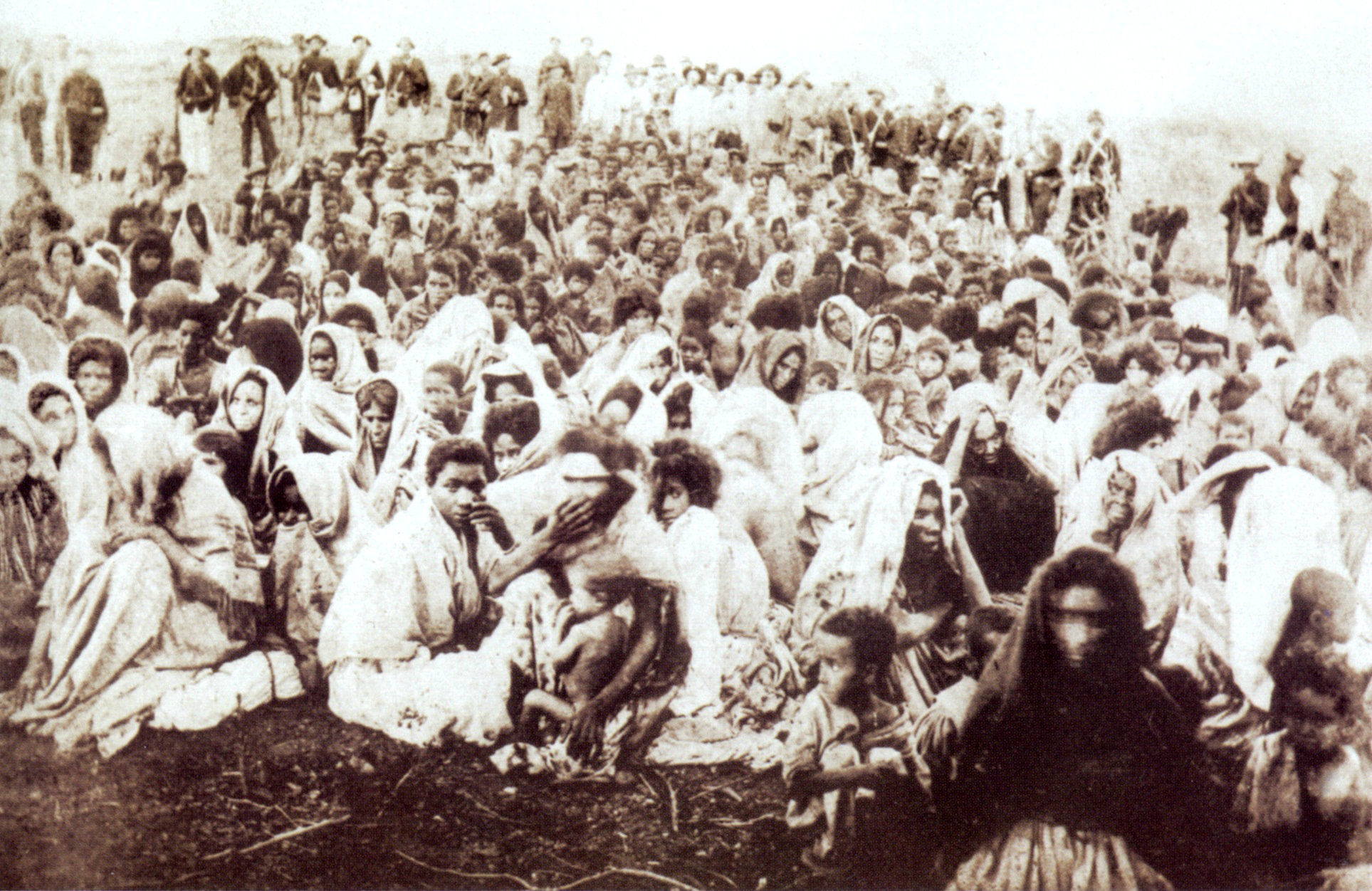
Sobreviventes da Guerra de Canudos.

O engenheiro e jornalista Euclides da Cunha esteve na Guerra de Canudos e seus relatos sobre a guerra, as características do Sertão e da sua gente originaram sua obra mais conhecida, "Os Sertões" (1902).
Por volta de 1910, os pouquíssimos sobreviventes da Guerra de Canudos fundaram outro povoado de nome Canudos, no local da antiga comunidade de Belo Monte. Era a segunda Canudos da região.
O Lei Estadual n° 8518, de 30 de junho de 1933, elevou o povoado de Canudos à categoria de distrito, subordinado ao município de Monte Santo. Poucos meses depois, em 19 de setembro de 1933, o distrito de Canudos foi transferido para o novo município de Cumbe (a partir de 1938, denominado Euclides da Cunha).
Em 1940, Getúlio Vargas visitou Canudos e propôs a construção de uma barragem e de um açude no local, iniciada em 1950. Com isso, muitos dos habitantes do vilarejo de Canudos começaram a deixá-lo, partindo para outras localidades da região, como Bendegó, Uauá, Euclides da Cunha e Feira de Santana. Além disso, começou a se formar, nos pés da barragem em construção, em uma antiga fazenda denominada Cocorobó, a 20 km da segunda Canudos, um vilarejo, denominado Cocorobó ou Canudos, sendo a terceira Canudos. Com o término das obras, o local onde ficava a segunda Canudos desapareceu por sob as águas do Açude de Cocorobó em 1969, mas um pequeno bairro do vilarejo ficou emerso, e hoje é chamado de Canudos Velho.
A Lei Estadual nº 4.405, de 25 de fevereiro de 1985, elevou à categoria de município o distrito de Canudos, o qual se desmembrou de Euclides da Cunha. O novo município foi instalado em 1° de janeiro de 1986.
Em épocas de seca, é possível ver as ruínas da primeira Canudos.

## Pontos turísticos
Seus maiores pontos turísticos são:
- o Parque Estadual de Canudos, que preserva alguns pontos onde ocorreram as batalhas da Guerra de Canudos, dentre eles o Alto do Mário, o Alto da Favela e a sede da Fazenda Velha - onde morreu o Coronel Moreira César, conhecido como o corta-cabeças, em sua desastrada tentativa de conquistar Canudos.
- o IPMC - Instituto Popular Memorial de Canudos, que preserva o Cruzeiro de Antônio Conselheiro crivado de balas durante a guerra, além de uma coleção de arte popular inspirada na história do Belo Monte e uma pequena biblioteca sobre a guerra de Canudos e questões camponesas.
- o Memorial Antônio Conselheiro, mantido pela UNEB, que guarda achados arqueológicos da região, além de algumas roupas e máscaras usadas na produção do filme "A Guerra de Canudos" de Sérgio Rezende.
- a Estação Biológica de Canudos, mantida pela Fundação Biodiversitas[25]
- o Museu Histórico de Canudos, que guarda artefatos da Guerra de Canudos, entre outros objetos históricos do período. Criado pelo Sr. Manoel Travessa, está localizado no povoado de Canudos Velho, local habitado mais próximo de onde foram os conflitos.

## Cidades-irmãs
Canudos possui as seguintes cidades-irmãs:
- Monte Santo, Brasil[26]
- Uauá, Brasil[26]
- Euclides da Cunha, Brasil
- Quixeramobim, Brasil

## Clima
Canudos é um município localizado na região Nordeste do Brasil e caracterizado por um clima semiárido, de acordo com a classificação climática de Köppen-Geiger. A região apresenta temperaturas elevadas ao longo do ano, com uma média anual de 23,8 °C, o que a torna uma das regiões mais quentes do país. A precipitação na região é escassa e mal distribuída, concentrando-se principalmente entre os meses de dezembro e abril, o que pode levar a longos períodos de seca e afetar a agricultura e outras atividades econômicas locais.

## Organização Político-Administrativa
O Município de Canudos possui uma estrutura político-administrativa composta pelo Poder Executivo, chefiado por um Prefeito eleito por sufrágio universal, o qual é auxiliado diretamente por secretários municipais nomeados por ele, e pelo Poder Legislativo, institucionalizado pela Câmara Municipal de Canudos, órgão colegiado de representação dos munícipes que é composto por 11 vereadores também eleitos por sufrágio universal.

### Atuais autoridades municipais de Canudos
- Prefeito: Jilson Cardoso de Macedo - PSD (2021/-)[29]
- Vice-prefeito: José Albino de Carvalho "Bino" - PDT (2021/-)[29]
- Presidente da Câmara: Rômulo Sá Rebelo de Araújo - PSD (2021/-)[29]